# Едмунд Жихович
Едмунд Жихович (пол. Edmund Żychowicz; 2 листопада 1870, Добжинь-над-Віслою — 20 квітня 1924, Львів) — архітектор, який працював у Львові.

## Життєпис

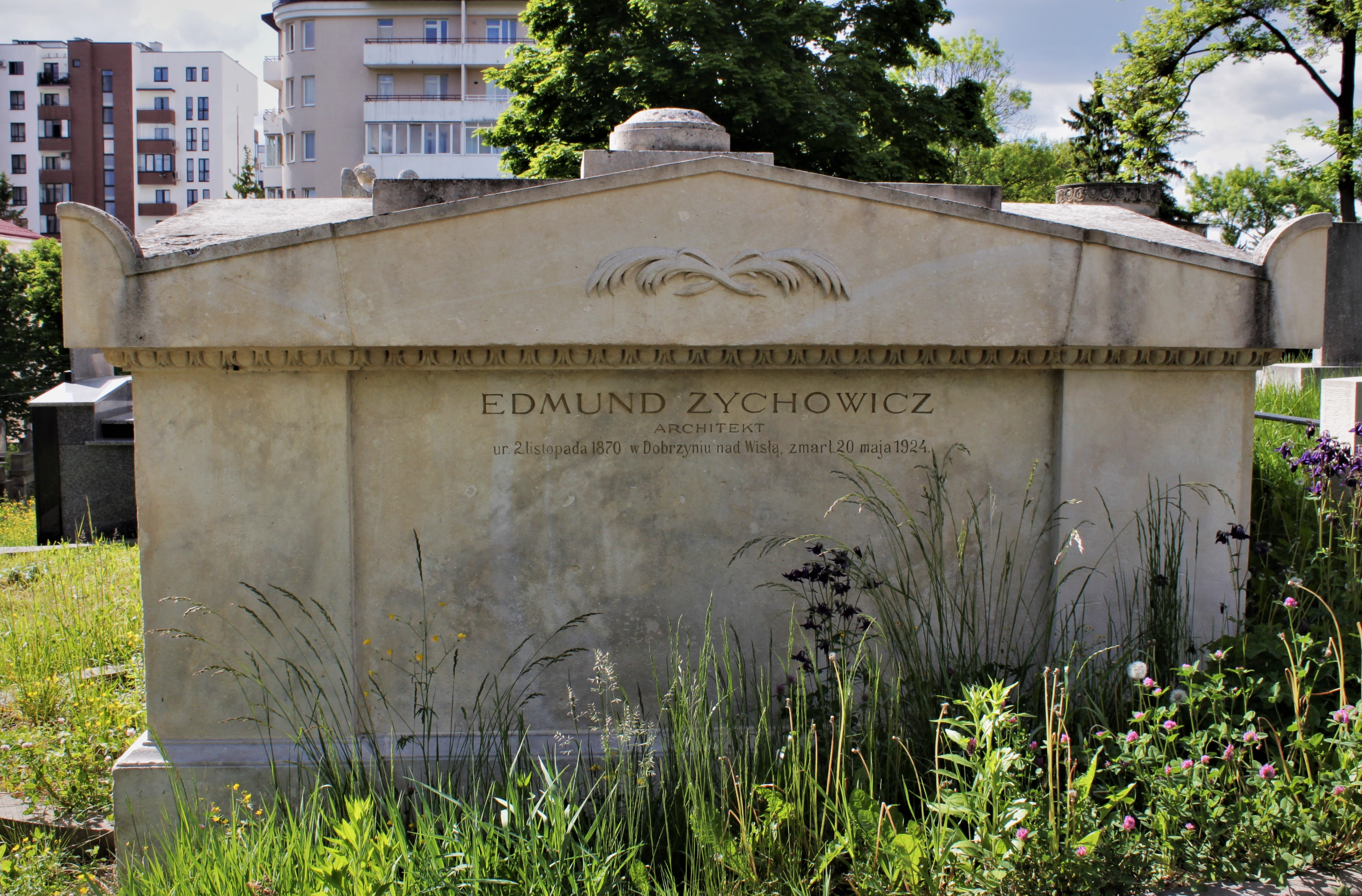
Гробниця родини Е. Жиховича

Навчався в реальній школі у Кракові. У 1887—1892 роках закінчив Львівську політехніку. Від 1894 року був членом Політехнічного товариства Створив власне проєктно-будівельне підприємство, в якому працювали зокрема Владислав Литвинович, Міхал Лужецький, Тадеуш Мостовський, Адольф Піллер, Владислав Садловський, Петро Тарнавецький. За їхніми проєктами збудував велику кількість споруд. 1897 року відкрив офіс на нинішній вулиці Вербицького, 10. Пізніше проєктне бюро і помешкання Жиховича містилось у будинку № 28 на вулиці Франка. Помер 20 квітня 1924 року у Львові. Похований на 70 полі Личаківського цвинтаря в родинному гробівці (створений у майстерні Генрика Пер'є).
Будинки, споруджені фірмою
- Головні будинки міської бійні на вулиці Промисловій у Львові (1900—1901).
- Спорудження будівлі Промислового музею у Львові (тепер Національний музей). Проєкт Юзефа Каетана Яновського і Леонарда Марконі. Початково, від 1898 року керівником будови був Яновський, згодом будівництво доручено Жиховичу і тривало до 1904 року[4].
- Проєкти і керівництво відбудовою костелу монастиря сакраменток у Львові на вулиці Тершаковців (1902—1906).[5]
- Дім Політехнічного товариства у Львові. Збудований 1906 року за проєктом Вінцента Равського молодшого.[6]
- Будинок Юзефа Янковського на нинішній вулиці Рилєєва, 8 (1906—1907, проєкт Міхала Лужецького).[7][8]
- Прибутковий дім банкіра Міхала Стоффа на нинішній вулиці Руставелі, 8—8а у Львові. Проєкт Владислава Садловського (1906—1907)[9].
- Кам'яниця скарбового секретаря Леопольда Лисаковського на нинішній вулиці Старосольських, 7 (1908—1909)[10].
- Будинок адвоката Леона Ціона на вулиці Коперника, 12 (1908, проєкт Міхала Лужецького)[11].
- Будинок родини Грудерів на вулиці Коперника, 14 (1908, проєкт Міхала Лужецького)[11].
- Реконструкція палацу Замойських (тепер обласна педагогічна бібліотека) на вулиці Зеленій у Львові (1910)[12].
- Реконструкція ресторану «City» у Львові (не пізніше 1911)[13].
- Клінічна лікарня на вулиці Ужгородській, 1 (1911).
- Перебудова житлового будинку на вулиці Короленка, 9 для потреб приватної купецької гімназії ім. Ернеста Адама (1911)[14].
- Торговий дім Ціпперів на розі площі Ринок, 32 і вулиці Шевської у стилі модернізованого ренесансу і бароко. Збудований за проєктом Міхала Лужецького 1912 року[15]
- Адміністративний будинок Акціонерного товариства броварів на вулиці Клепарівській у Львові (1912).
- Готель «Краківський», тепер обласний суд на площі Соборній, 7 (1913, проєкт Міхала Лужецького).
- Спорудження великої кількості прибуткових будинків і вілл у Львові.